# Carl Friedrich Geiser
Karl o Carl Friedrich Geiser (Langenthal, Berna, 1843 - Küsnacht, cantó de Zúric, 1934) va ser un matemàtic suís, nebot del també matemàtic Jakob Steiner.

## Vida i Obra
Geiser era fill d'un carnisser que va morir prematurament el 1857 per la caiguda d'un cavall. Va fer els seus estudis secundaris a l'escola cantonal de Berna i els seus estudis universitaris al Politècnic de Zuric entre 1859 i 1861. Els dos anys següents va anar a la universitat de Berlín per estudiar amb Weierstrass, Kummer, Kronecker i Jakob Steiner, que era el seu besoncle i qui el va influenciar significativament.
El 1863 va retornar a Zuric, on va obtenir l'habilitació docent al Politècnic i el 1865 es va doctorar amb una tesi dedicada a Siegfried Heinrich Aronhold i Elwin Bruno Christoffel i dirigida per Ludwig Schläfli. El 1869 va passar a ser professor ajudant i el 1873 professor titular de geometria sintètica. Va mantenir aquest càrrec fins a la seva jubilació el 1913, any en què va ser substituït per Hermann Weyl.
Molt unit a Kappeler, el president del consell del ETH, Geiser va ser director del Politècnic en dos períodes: de 1881 a 1887 i de 1891 a 1895, jugant un paper discret en l'elecció dels nous professors de matemàtiques. Entre els seus alumnes es compta Albert Einstein que, segons ell mateix, va gaudir força les seves classes.
Les especialitats de Geiser van ser la geometria (algebraica, analítica i diferencial) i la teoria dels invariants. Ell va establir per via geomètrica una sèrie de teoremes sobre les tangents dobles d'una corba de 4t grau, que Hesse i Steiner ja havien establert per via analítica. Geiser va publicar uns vint-i-cinc articles sobre aquests temes al llarg de la seva vida. També va escriure unes quantes biografies de matemàtics (Steiner, Reye, Cremona...).
Però, gairebé més important que la seva recerca, va ser la seva feina com a reformador de la docència de les matemàtiques a secundària; el seu llibre Einleitung in die synthetische Geometrie: ein Leitfaden beim Unterrichte an höheren Realschulen und Gymnasien (Introducció a la geometria sintètica: una guia per a l'ensenyament a les escoles superiors i als instituts) va tenir un ampli ressò i es va convertir en la guia bàsica de l'ensenyament de les matemàtiques en totes les escoles i instituts de Suïssa.
També va ser el editor de les obres del seu besoncle, Jacob Steiner, amb el títol de Jacob Steiner: Vorlesungen über synthetische Geometrie (Jacob Steiner: Lliçons sobre geometria sintètica), (1867-1887).